# 戸水昇

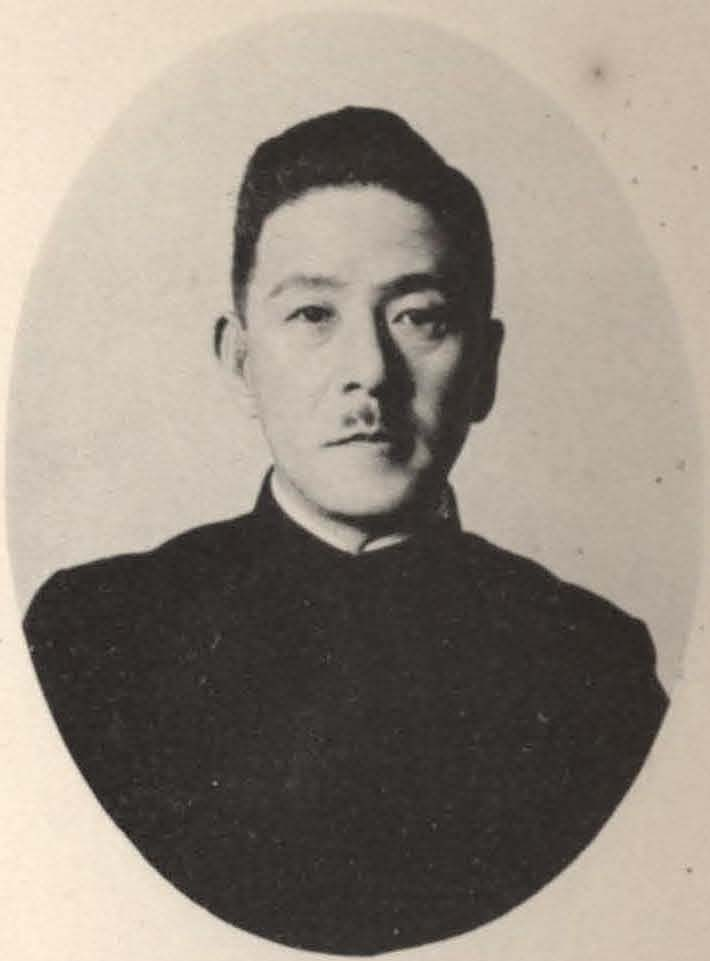
戸水昇

戸水 昇（とみず のぼる、1890年（明治23年）2月16日 - 没年不詳）は、台湾総督府官僚。

## 経歴
石川県出身。1915年（大正4年）、東京帝国大学法学部政治科を卒業し、翌年に高等文官試験に合格した。台湾総督府鉄道部書記、同事務官、逓信局監理課長・為替貯金課長、交通局参事・簡易保険局書記官、殖産局商工課長、交通局参事・鉄道部庶務課長、台北州内務部長、交通局理事・逓信部長、台北州知事を歴任した。
1939年（昭和14年）に退官した後は、東台湾電力興業株式会社専務取締役となり、1942年（昭和17年）には総督府評議会員に就任した。